# ماريا أولترا
ماريا أولترا (من مواليد 14 أغسطس 1963) سياسية إسبانية تنتمي إلى حزب الشعب المعارض الرئيسي.
عملت كرئيسة لشركة «إكويتاتيفا» الأمنية. في عام 1995 تم انتخابها مستشارًا لمدينتها الأصلية تافرنيس دي فالديجنا، وعملت كمستشارة حتى عام 2003. في عام 2000 تم اختيارها كجزء من قائمة الحزب الشعبي لمجلس النواب الإسباني لمقاطعة فالنسيا. وضعت في المركز الحادي عشر على القائمة، فشلت في البداية في الفوز بمقعد في مارس 2000 حيث فاز حزب الشعب بتسعة مقاعد فقط. ومع ذلك بعد شهرين وبعد استقالات ثلاثة نواب انضمت إلى الكونغرس كبديل لخوسيه ماريا ميكافيلا. بالنسبة لانتخابات عام 2004 تمت ترقيتها إلى المركز السابع في قائمة الحزب وأعيد انتخابها على الرغم من أنها لم ترشح نفسها في عام 2008.